# 黒田乙吉
黒田 乙吉（くろだ おときち、1888年12月19日 - 1971年12月26日）は、日本のジャーナリスト、翻訳家。文筆家、ロシア研究家、新聞記者。

## 来歴
福岡県出身。熊本県師範学校卒業。ロシア語を学び、大阪毎日新聞入社、1917年モスクワ特派員となりロシアの二月革命、十月革命を報道。
戦後はソ連問題研究会専務理事などを務めた。

## 著書
- 『悩める露西亜』（弘道館） 1920、のち改題『ソ連革命をその目で見た一日本人の記録』（世界文庫） 1972
- 『カムチヤッカ その風土と産業』（大阪毎日新聞社） 1922
- 『一九三七年度北氷洋工作に就いて』（皐月會） 1938
- 『一九三八年度に於ける北氷洋工作』（皐月會） 1939
- 『ソヴィエト塑像』（明倫閣） 1948
- 『二つのロシア』,世界の日本社,1948（佐藤尚武,柳沢健と共著）
- 『北氷洋の探検』（筑摩書房） 1952

## 翻訳
- 『黒馬を見たり』（ロープシン、随筆社） 1924
- 『イワン王子』（新教育事業協会） 1950
- 『トルストイ人生名言集 永遠のともしび』（金園社） 1967
- 『トルストイ人生読本 春夏秋冬』（金園社） 1968
- 『トルストイ人生読本 1日1章』（金園社） 1971